# Henry Vieyra Molina
Pour les articles homonymes, voir Molina.
Joseph-Henry Vieyra-Molina, né le 19 mai 1804 à Paris où il est mort le 3 décembre 1889, est un agent de change et militaire français.
Henry Vieyra Molina est connu pour être colonel et chef d'état-major des gardes nationales et un proche de Louis-Napoléon Bonaparte, qui lui doit son arrivée au pouvoir. 

## Biographie
Joseph-Henry Vieyra Molina est le fils de Maurice Vieyra-Molina et d'Angelique Cohen. La famille Vieyra est d'origine juive portugaise ; leur ancêtre Francisco Vieyra vient d'une grande famille juive portugaise qui quittera le Portugal au milieu du XVIIe siècle, pour s'installer aux Pays-Bas. 
La famille est une intellectuelle des sciences et lettres, certains sont des militaires ; comme beaucoup de familles juives à l'époque, ils fondent des commerces de change. L'union du petit-fils de Francisco avec Angelique Molina - juive d'origine espagnole - donne le nom Vieyra-Molina. 
La famille Vieyra-Molina arrive en France au moment de la naissance de Joseph-Henry Vieyra-Molina. Il est né le 18 mai 1804. Il épouse sa cousine Clémence Lopez-Henriques, fille d'Isidore Lopez-Henrique de Saa, négociant aux îles Saint-Thomas  et membre du Grand Sanhédrin, et de Marie Cohen, ainsi que belle-sœur d'Édouard Rodrigues. Venant d'une famille aisée et lui-même agent de change à Paris, il jouit d'une importante fortune.
Le 13 juin 1849, alors chef de bataillon de la garde nationale et tout dévoué à Louis-Napoléon Bonaparte, il fut chargé de la dévastation et du pillage de trois imprimeries où paraissaient des journaux hostiles à Bonaparte.
Colonel et chef d'État-major général des Gardes nationales, il contribua de manière importante au coup d'État du 2 décembre 1851 et empêcha toute prise d'armes des Gardes nationales lors de l'événement. Selon ses descendants et la tradition orale familiale qu'ils ont depuis, il aurait fait crever les tambours de la garde nationale pour qu'aucune alerte ne soit donnée lors du coup d'État de Napoléon.
Il est nommé par la suite directeur de l'entrepôt des tabacs de la Chaussée-d'Antin. 
Il eut trois filles qui firent toutes de beaux mariages avec des aristocrates de la haute société française:
- Camille, mariée avec le baron Wilhem de Lavenant, saint-cyrien, chef de bataillon
- Claire, mariée à Charles de Chaumont-Quitry (descendance Cliquot de Mentque/de Girardin)
- Marie-Anne, mariée à Eugène Briot.

## Sources
- J.Ph. Berjeau, Biographies Bonapartistes, 1853
- Hippolyte Magen, Les deux Cours et les nuits de Saint-Cloud:Moers, débauches et crimes de la famille Bonaparte, 1863
- Petr Dolgorukov, La France sous le régime bonapartiste, 1864
- Mercure de France, 1939
- Louis Girard, La garde nationale: 1814-1871, 1964